# René Poyen
René Poyen, nato René Georges Poyen (Parigi, 5 ottobre 1908 – Parigi, 4 febbraio 1968), è stato un attore francese del cinema muto, attivo dal 1912 al 1916 come attore bambino.

## Biografia
Nato a Parigi nel 1908, René Poyen esordì nel cinema a soli quattro anni in un cortometraggio, Bebé adotta un fratello, uscito nell'estate del 1912. Il regista francese Louis Feuillade - che, in seguito, sarebbe diventato celebre con i suoi serial noir quali Les Vampires - aveva creato nel 1910 il personaggio di un bambino pestifero (Bebè), affidandolo al piccolo René Dary. Nel 1912 Dary, a sette anni, era però già divenuto troppo grande per la parte e il regista decise di affiancarlo con un altro personaggio di bambino pestifero, Bout de Zan, interpretato da René Poyen. Completato nel novembre 1912 un secondo cortometraggio con i due piccoli attori (Bébé, Bout-de-Zan et le Voleur), dal dicembre 1912 Bout de Zan divenne il protagonista unico della serie, popolarissimo in Francia ma anche a livello internazionale (conosciuto in Italia come Pallottolino e negli Stati Uniti come Tiny Tim). Il contratto con Bebè fu reciso nel febbraio 1913 e Louis Feuillade poté così concentrarsi esclusivamente sul nuovo personaggio, fino a che nel 1916 lo stesso Poyen divenne anch'egli troppo grande per la parte e la serie fu interrotta.
René Poyen ebbe un importante ruolo di supporto anche nella serie Judex di Louis Feuillade (1916), che in dodici episodi presenta le avventure giustiziere mascherato, Judex, che si batte contro i criminali guidati dal banchiere corrotto Favraux.
René Poyen continuò ad essere presente in alcuni film negli anni Venti, tornando anche ad essere protagonista in Pierrot, Pierrette (1924), ancora sotto la direzione di Louis Feuillade. Il tentativo di riesumare il personaggio di Bout de Zan non andò oltre due piccoli camei, nel 1921 e nel 1932. Dal 1932 Poyen abbandonò l'attività di attore.

## Filmografia
- Bébé adopte un petit frère, regia di Louis Feuillade (1912)
- Bébé, Bout-de-Zan et le Voleur, regia di Louis Feuillade (1912)
- Bout-de-Zan revient du cirque, regia di Louis Feuillade (1912)
- Les Souhaits de Bout-de-Zan, regia di Louis Feuillade (1913)
- Le Crime de Bout-de-Zan, regia di Louis Feuillade (1913)
- La Tirelire de Bout-de-Zan, regia di Louis Feuillade (1913)
- Bout-de-Zan en vacances, regia di Louis Feuillade (1913)
- Une aventure de Bout-de-Zan, regia di Louis Feuillade (1913)
- La Première Idylle de Bout de Zan, regia di Louis Feuillade (1913)
- Bout de Zan chanteur ambulant, regia di Louis Feuillade (1913)
- Bout de Zan vole un éléphant, regia di Louis Feuillade (1913)
- L'Éducation de Bout de Zan, regia di Louis Feuillade (1913)
- Bout de Zan fait une enquête, regia di Louis Feuillade (1913)
- Bout de Zan et le Chien de police, regia di Louis Feuillade (1913)
- Bout de Zan et le Chien ratier, regia di Louis Feuillade (1913)
- Léonce cinématographiste, regia di Léonce Perret (1913)
- Bout de Zan fait les commissions, regia di Louis Feuillade (1913)
- Les Cerises de Bout de Zan, regia di Louis Feuillade (1913)
- Bout de Zan au bal masqué, regia di Louis Feuillade (1913)
- Tiny Tim's Elopement
- Bout de Zan regarde par la fenêtre, regia di Louis Feuillade (1913)
- Bout de Zan et sa petite amie, regia di Louis Feuillade (1913)
- Bout de Zan et le Pêcheur, regia di Louis Feuillade (1913)
- Bout de Zan et le Mannequin, regia di Louis Feuillade (1913)
- Bout de Zan et le Crocodile, regia di Louis Feuillade (1913)
- Bout de Zan et le cheminot, regia di Louis Feuillade (1913)
- Bout de Zan et le Lion, regia di Louis Feuillade (1913)
- Bout de Zan s'amuse, regia di Louis Feuillade (1913)
- Les Étrennes de Bout de Zan, regia di Louis Feuillade (1913)
- Tiny Tim Frightens His Mother
- Bout de Zan et l'Espion, regia di Louis Feuillade (1914)
- Bout-de-Zan et le père Ledru, regia di Louis Feuillade (1914)
- Bout de Zan a la gale, regia di Louis Feuillade (1914)
- Bout de Zan et le Crime au téléphone , regia di Louis Feuillade(1914)
- Bout de Zan et le Cigare, regia di Louis Feuillade (1914)
- Bout de Zan vaudevilliste, regia di Louis Feuillade (1914)
- Bout de Zan écrit ses maximes, regia di Louis Feuillade (1914)
- Bout de Zan a le ver solitaire o Bout de Zan et le Ver solitaire, regia di Louis Feuillade (1914)
- L'Enfant de la roulotte, regia di Louis Feuillade (1914)
- Bout de Zan pugiliste, regia di Louis Feuillade (1914)
- Bout de Zan pacifiste, regia di Louis Feuillade (1914)
- Bout de Zan et le Ramoneur, regia di Louis Feuillade (1914)
- Les Résolutions de Bout de Zan, regia di Louis Feuillade (1914)
- Bout de Zan épicier, regia di Louis Feuillade (1914)
- Bout-de-Zan et le Sac de noix, regia di Louis Feuillade (1914)